# 天仓一
鯨魚座ι，又名BD-09 48，HD 1522、SAO 128694、HR 74，是鯨魚座的一颗恒星，视星等为3.56，位于銀經98.98，銀緯-70.19，其B1900.0坐标为赤經0h 14m 19.9s，赤緯-9° -70.19′ 42″。